# Paul Crake
Paul Marcus Crake (* 6. Dezember 1976 in Canberra) ist ein australischer Treppenläufer und Radrennfahrer.

## Lebensweg
Vor seiner Karriere als Radprofi war Crake ein erfolgreicher Treppenläufer. So gewann er fünf Mal in Folge den berühmten Empire State Building Run-Up. Er ist bislang der einzige Läufer, der die Gesamtdistanz von 86 Stockwerken in einer Zeit unter zehn Minuten zurücklegen konnte. Das gelang ihm sogar bei vier seiner fünf Erfolge; die Zeit von 9 Minuten und 33 Sekunden aus dem Jahr 2003 ist der aktuelle Rekord. Weitere Siege feierte Crake beim Lauf auf den Sydney Tower, den er drei Mal gewinnen konnte, und beim Lauf auf den Taipei 101-Turm, den er zwei Mal als Schnellster erklomm.
Paul Crake begann seine Radkarriere 2004 bei Radsportteam Graz Corratec. Er gewann die Trofeo Gianfranco Bianchin und den Reith-Alpbach Radclassic. 2005 konnte er Chieti-Casalincontrada für sich entscheiden. Beim GP Industria e Commercio Artigianato wurde er 2004 Dritter und im folgenden Jahr Zweiter. Bei den australischen Straßen-Meisterschaften wurde er einmal Fünfter und einmal Dritter. In der Gesamtwertung der UCI Oceania Tour 2005 belegte er den sechsten Rang.
2006 wechselte Crake zum italienischen Professional Continental Team Naturino-Sapore di Mare. Am 11. November 2006 stürzte Crake bei einer Etappe der Tour of Southland und zog sich eine schwere Wirbelsäulenverletzung zu und erlitt eine Querschnittlähmung. Nach seinem erzwungenen Karriereende verkauft er Hilfsmittel für Behinderte.